# Куріньківська сільська рада
Куріньківська сільська рада — орган місцевого самоврядування у Чорнухинському районі Полтавської області з центром у c. Курінька.
Населення — 624 особи.

## Населені пункти
Сільраді підпорядковані населені пункти:
- c. Курінька
- с. Нетратівка
- с. Скибинці